# Алі-Сара (Талеш)
Алі-Сара (перс. علي سرا) — село в Ірані, у дегестані Хале-Сара, у бахші Асалем, шагрестані Талеш остану Ґілян. За даними перепису 2006 року, його населення становило 251 особу, що проживали у складі 61 сім'ї.

## Клімат
Середня річна температура становить 14,01 °C, середня максимальна – 27,54 °C, а середня мінімальна – -0,24 °C. Середня річна кількість опадів – 761 мм.
| Клімат поселення                              | Клімат поселення | Клімат поселення | Клімат поселення | Клімат поселення | Клімат поселення | Клімат поселення | Клімат поселення | Клімат поселення | Клімат поселення | Клімат поселення | Клімат поселення | Клімат поселення | Клімат поселення |
| Показник                                      | Січ.             | Лют.             | Бер.             | Квіт.            | Трав.            | Черв.            | Лип.             | Серп.            | Вер.             | Жовт.            | Лист.            | Груд.            |                  |
| Середній максимум, °C                         | 10,38            | 10,86            | 12,69            | 16,93            | 21,15            | 25,69            | 27,54            | 27,44            | 22,88            | 20,54            | 16,22            | 11,88            |                  |
| Середня температура, °C                       | 5,06             | 5,56             | 7,38             | 11,60            | 15,84            | 20,38            | 23,50            | 23,39            | 18,84            | 16,50            | 12,20            | 7,84             |                  |
| Середній мінімум, °C                          | −0,24            | 0,24             | 2,06             | 6,31             | 10,54            | 15,09            | 19,46            | 19,34            | 14,79            | 12,46            | 8,13             | 3,80             |                  |
| Норма опадів, мм                              | 74               | 63               | 66               | 53               | 38               | 24               | 11               | 33               | 80               | 118              | 93               | 108              |                  |
| Середньомісячна швидкість вітру, м/с          | 2.30             | 2.40             | 2.40             | 2.34             | 2.34             | 2.60             | 2.60             | 2.40             | 2.21             | 2.02             | 1.93             | 2.00             |                  |
| Середньомісячна сонячна радіація, кДж/м²·день | 6800             | 9095             | 11205            | 15872            | 20166            | 22950            | 23874            | 20121            | 16426            | 11189            | 8455             | 6484             |                  |
| --------------------------------------------- | ---------------- | ---------------- | ---------------- | ---------------- | ---------------- | ---------------- | ---------------- | ---------------- | ---------------- | ---------------- | ---------------- | ---------------- | ---------------- |
| Джерело:                                      |                  |                  |                  |                  |                  |                  |                  |                  |                  |                  |                  |                  |                  |